# Swisscows
Swisscows è un motore di ricerca lanciato nel 2014 dalla Hulbee AG, un'azienda di Egnach, Svizzera.

## Caratteristiche
Il motore di ricerca si basa sull'interpretazione e sul riconoscimento dei dati semantici della stringa di ricerca.
Altra caratteristica del servizio è che non vengono raccolti e conservati i dati degli utenti.
Infine Swisscows si definisce "family-friendly", in quanto vengono filtrati ed esclusi risultati "espliciti".
Il motore di ricerca, oltre ai siti web, permette di cercare video presenti su YouTube, immagini, musiche e canzoni ospitate su Soundcloud, nonché notizie (al momento solo in tedesco).
Oltre ai servizi di ricerca il sito consente di effettuare traduzioni multilingua e l'estrapolazione della sintesi e parole chiave di un testo o sito web. 
Il centro di elaborazione dati è situato in un bunker nella Alpi svizzere; questo, unito al fatto di avere la sede legale anch'essa in svizzera, rende il motore di ricerca fuori dalla giurisdizione di USA ed UE e non vincolato alle relative regole in materia di tracciamento dei dati .
Swisscows ha un proprio indice di 20 miliardi di pagine per le ricerche in lingua tedesca, francese e italiano, con in programma l'estensione ad una dozzina di lingue per le quali attualmente si appoggia a Bing per l'indicizzazione.
Parte degli introiti della piattaforma derivano dalla pubblicità. Questa viene erogata attraverso BingAds alla quale vengono inviate, in forma anonima, le stringhe di ricerca.
Nel 2018, secondo Andread Wiebe, CEO di Hulbee, ci sono state mediamente 20 milioni di istanze di ricerca al mese.
Nel gennaio 2021 la stessa compagnia ha lanciato TeleGuard, una piattaforma di messaggistica istantanea,  con un forte focus sulla privacy e la protezione dei dati.